# Trattati Numerati
I Trattati Numerati (in inglese: Numbered Treaties), detti anche Trattati post-confederazione, sono una serie di undici trattati firmati tra i Popoli aborigeni del Canada (o Prime Nazioni) e i sovrani del Canada (Vittoria, Edoardo VII o Giorgio V) dal 1871 al 1921. Questi accordi furono creati per consentire al governo canadese di proseguire l'insediamento e l'estrazione di risorse nelle regioni interessate, che comprendono gli odierni Alberta, Columbia Britannica, Manitoba, Ontario, Saskatchewan e Territori del Nord-Ovest. Questi trattati fornivano al Dominion del Canada grandi distese di terra in cambio di promesse fatte al popolo aborigeno dell'area. Questi termini dipendevano dai singoli negoziati e quindi i termini specifici differivano per ciascun trattato.
Questi trattati giunsero in due ondate - i numeri da 1 a 7 del 1871 al 1877 e i numeri da 8 a 11 dal 1899 al 1921. La prima serie di trattati fu fondamentale per consentire l'inserimento europeo in tutte le regioni delle Praterie come pure nello sviluppo della Canadian Pacific Railway. Nella seconda serie la principale motivazione dei funzionari del governo fu lo sfruttamento delle risorse naturali.
Oggi questi accordi sono confermati dal governo del Canada, amministrati dalla Legge sugli aborigeni canadesi, e vigilati dal Ministero per gli affari aborigeni e lo sviluppo settentrionale. Tuttavia i trattati numerati sono criticati e sono una questione essenziale all'interno della lotta per i diritti delle Prime Nazioni. La Legge costituzionale del 1982 diede tutela alle Prime Nazioni e ai diritti dei trattati in base alla Sezione 35. Essa afferma: "I diritti degli Aborigeni e dei trattati sono con il presente atto riconosciuti e affermati". Questa locuzione tuttavia non fu mai completamente definita. Come risultato, le Prime Nazioni devono attestare i loro diritti in tribunale come nel processo in R v. Sparrow.
Attraverso oltre un secolo di interazioni le Prime Nazioni considerano i Trattati Numerati come sacri. Come espressione di questa alleanza, le Prime Nazioni in Canada e i membri del governo federale si incontrano regolarmente per celebrare anniversari fondamentali, scambiarsi doni cerimoniali e simbolici e discutere questioni legate ai trattati. Le Giornate dei Trattati sono celebrati in Nuova Scozia, Saskatchewan, Alberta e Manitoba.